# うさぎちゃんでCue!!
『うさぎちゃんでCue !!』（うさぎちゃんでキュー）は、佐野タカシ原作の漫画、およびそれを原作としたアニメ。ヤングキングアワーズ（少年画報社）で連載された。 

## あらすじ
高校生・的木ハルはウサギ好きが高じて、学校でもミミカをはじめとするウサギたちの世話係をしていた。
ある日、腕っぷしの強い女子生徒・稲葉美守は不良・弁天の丁がけしかけた人物との抗争に臨む中で屋上から落下してしまう。だが、謎の力により、美守はミミカと合体する。
そして、ミミカの身を案じて駆け付けたハルの目の前に立っていたのは美守の身体にウサギのパーツを付けたような融合生命体だった。

## アニメ
OVAは1999年11月9日に第1巻発売、2000年1月25日に第2巻発売、2000年4月26日に第3巻が発売。

### キャスト
- ミミカ、稲葉美守 - 茂呂田かおる
- 的木ハル - 鈴村健一
- 観月深紅 - 川澄綾子
- 猫井コーシュカ - 根谷美智子
- 弁天の丁 - 中尾隆聖
- じっちゃん - 城山堅
- かあさん - 佐久間紅美
- 影 - 千田光男

### スタッフ
- 監督 - 吉田徹
- 助監督 - ずいぎょうえいご
- 脚本 - 平野秀朗
- キャラクターデザイン・オープニング作画監督 - 木村貴宏
- 絵コンテ - 吉田徹（第1巻）、もりやまゆうじ（第2巻）、大島康弘（第3巻）
- 演出 - もりやまゆうじ（第1巻）、吉田徹（第2巻）、大島康弘（第3巻）
- 作画監督 - もりやまゆうじ（第1巻）、中本尚子（第2巻）、大島康弘（第3巻）
- 美術監督 - 佐藤寛子
- 美術設定 - 成田偉保
- 色彩設定 - 井上英子、鍋島佳寿子（第2巻、第3巻）
- 撮影監督 - 安津畑隆
- 編集 - 小島俊彦
- 音楽 - 上田益
- 音響監督 - 高桑一
- 音響プロデューサー - 飯塚康一
- プロデューサー - 乱交太郎
- アニメーション制作プロデューサー - 榎本歩光
- アニメーション制作 - カオスプロジェクト
- 企画・製作 - MISTY MOON

### 主題歌
オープニングテーマ「もう一度エナジー」
作詞 - 及川眠子 / 作曲 - chihiro / 編曲 - 上田益 / 歌 - 五條真由美
エンディングテーマ「想いをあなたに」
作詞 - 及川眠子 / 作曲 - 前田克樹 / 編曲 - 上田益 / 歌 - 茂呂田かおる